# 戸山流
戸山流（とやまりゅう）は、大正から昭和初期にかけて陸軍戸山学校で制定された軍刀操法を、太平洋戦争（大東亜戦争）後に居合道の流派としたもの。

## 歴史

### 制定の経緯
大日本帝国陸軍における歩兵戦技の研究と教官養成を行う陸軍戸山学校において、日本古来の剣術をもとに1894年（明治27年）に片手軍刀術を、1915年（大正4年）には両手軍刀術を制定した。
抜刀後の攻防の実技は軍刀術（両手軍刀術・片手軍刀術）で訓練していたが、抜刀や納刀などの軍刀の取り扱いに習熟した者は少なかった。中山博道は後年、「当時軍人華やかな時代で、私も種々な関係で陸海軍に出入りして指導していたが、将校連が軍刀をさげはいていても、このものの取り扱いが満足にできる者は殆どいなかった。例えば抜いてからサテ納めるとなると、不手際な動作が目に余って、まことに気の毒な位であった」と述懐している。このような状況から、短期速成的に軍刀の基礎的操法を習得できるように制定されることとなった。

### 技法
1925年（大正14年）、戸山学校剣術科長・森永清中佐は、中山博道が居合から考案した5本の形を採用した。その内容は、古流居合のような座位での技は無く、近代戦に適合するために全て立ち技のみであった。この時点では戸山学校内での研究にとどまり、全陸軍への教範の配布等はなされなかった。
1940年（昭和15年）、戸山学校嘱託の剣道範士である持田盛二と斎村五郎の協力で、技の追加と改定が行われた。同年11月、陸軍将校の親睦団体である偕行社から小冊子『軍刀の操法及試斬』が陸軍の全将校に配布され、ようやく戸山学校で制定された軍刀操法が全陸軍に周知された。1942年（昭和17年）には、突撃戦に適合するために、走りながら斬撃する内容が追加された。

### 戦後
太平洋戦争（大東亜戦争）敗戦後、占領軍（GHQ）に武道を禁止されたが、1952年（昭和27年）に解禁された。戦前に体系付けられた軍刀操法は「戸山流」と名付けられ、居合道として一般に広められていった。
戦前は軍服や体操服に刀帯（ベルト）を着用し、軍刀を使用していたが、戦後は伝統的な居合流派と同様の道着や紋付・袴を着用し、打刀拵を使用している。技法的には他の居合流派に比べ、試し斬りを重視していることが特徴である。戸山流から派生した武道に「抜刀道」がある。
戸山流の開祖・来歴については、軍刀操法として制定・改良が、大正期から終戦までの約20年間に及ぶことと、各段階に複数の関係者がおり、特定個人としての共通する開祖は存在しない。また、軍刀操法の教本の内容を基本としている団体や、新たに技の追加と改定を加えた団体もあるため、団体によって内容の異同が生じている。

## 軍刀の操法及試斬
※ 陸軍戸山学校編『軍刀の操法及試斬』国防武道協会（1944年（昭和19年））より
- 目的

剣術の経験なきもの、又は経験少きものに対し、短期速成的に軍刀の基礎的斬撃刺突方法を演練し、以て白兵戦に応じ得る自身力を付与せんとするに在り。
- 特長

1. 訓練の動作方法を其の儘実戦に応用し得。
2. 構成極めて簡易。
3. 修得容易。

- 内容
  - 剣術　（主として彼我共に防具を装着し竹刀を持ちて演練す）
  - 刀の操法　（主として軍刀を用い敵を仮想し空間に於て斬撃刺突を演練す）
  - 試斬　（軍刀を用いて被切断物を直接斬撃刺突す）

訓練の余裕を有する場合は三者を併せ教育するを理想とするも、短期速成的に未経験者又は若干の経験を有するものに対し一撃必殺の自身力を養成せんとせば主として基礎的刀の操法並に試斬の方法を教育するを得策とす。
- 教育実施後の所見
  - 本訓練は剣術の未経験者及若干の経験を有する者に対するのみならず相当経験を経たるものと雖も全部体験せしむる必要あるを認む。
  - 此の種教育は出動前に補備的に教育すること勿論必要なるも、平素の教育訓練にも活用の余地極めて大なるものあるを認む。

## 各道場
1925年（大正14年）制定時の編纂者中山博道を祖とし、制定当時の戸山学校剣術科長で編纂に関わった森永清を流祖として森永が戦後に技の追加と改定を加えた内容を伝える団体。
- 戸山流居合道会 （日本語）
- 戸山流居合道　京田辺本部 （日本語）
- 戸山流居合道　山形支部 （日本語）
- 戸山流居合道　三重支部 （日本語）
- 戸山流居合道　三河支部　山桜会 - ウェイバックマシン（2006年5月18日アーカイブ分）
- 戸山流居合道会　孫六剣友会 （日本語）
- 戸山流居合道　橋本道場 （日本語）
- 居合道　誠和会 （日本語）
- 戸山流居合道正統会 （日本語）
- 戸山流居合道会　京都支部 （日本語）
- 戸山流居合道会　名古屋支部 （日本語）
- 戸山流居合道会　浪花支部 （日本語）
- 戸山流居合道会　津支部 （日本語）
- 戸山流居合道会　岐阜道場 （日本語）

戸山学校剣術科長・山口勇喜を流祖とする団体、及びそれより派生した団体。
- 戸山流居合道連盟 （日本語）

- 戸山流居合道連盟　北海道連盟
- 戸山流居合道連盟　宮城県連盟 （日本語）
- 戸山流居合道連盟　長野県連盟 （日本語）
- 戸山流居合道連盟　愛知県連盟
- 戸山流居合道連盟　兵庫県連盟 （日本語）
- 戸山流居合道連盟　山口県連盟 （日本語）
- 戸山流居合道連盟　福岡県連盟 （日本語）
- 戸山流居合道連盟　熊本県連盟
- 戸山流居合道東海道場 - ウェイバックマシン（2006年2月22日アーカイブ分）

- 戸山流居合道　無限塾
- 日本戸山流居合道連盟　大阪府連盟 （日本語）
- 日本戸山流居合道連盟　静岡刀武会 （日本語）

戸山学校剣術科長の森永清、山口勇喜、戦後に同流を広めた中村泰三郎から学び、その技を伝える団体。
- 戸山流居合　美濃羽会 （日本語）
- 戸山流居合　美濃羽会　中津川支部 - ウェイバックマシン（2008年4月17日アーカイブ分）